# Lutter (Ems)

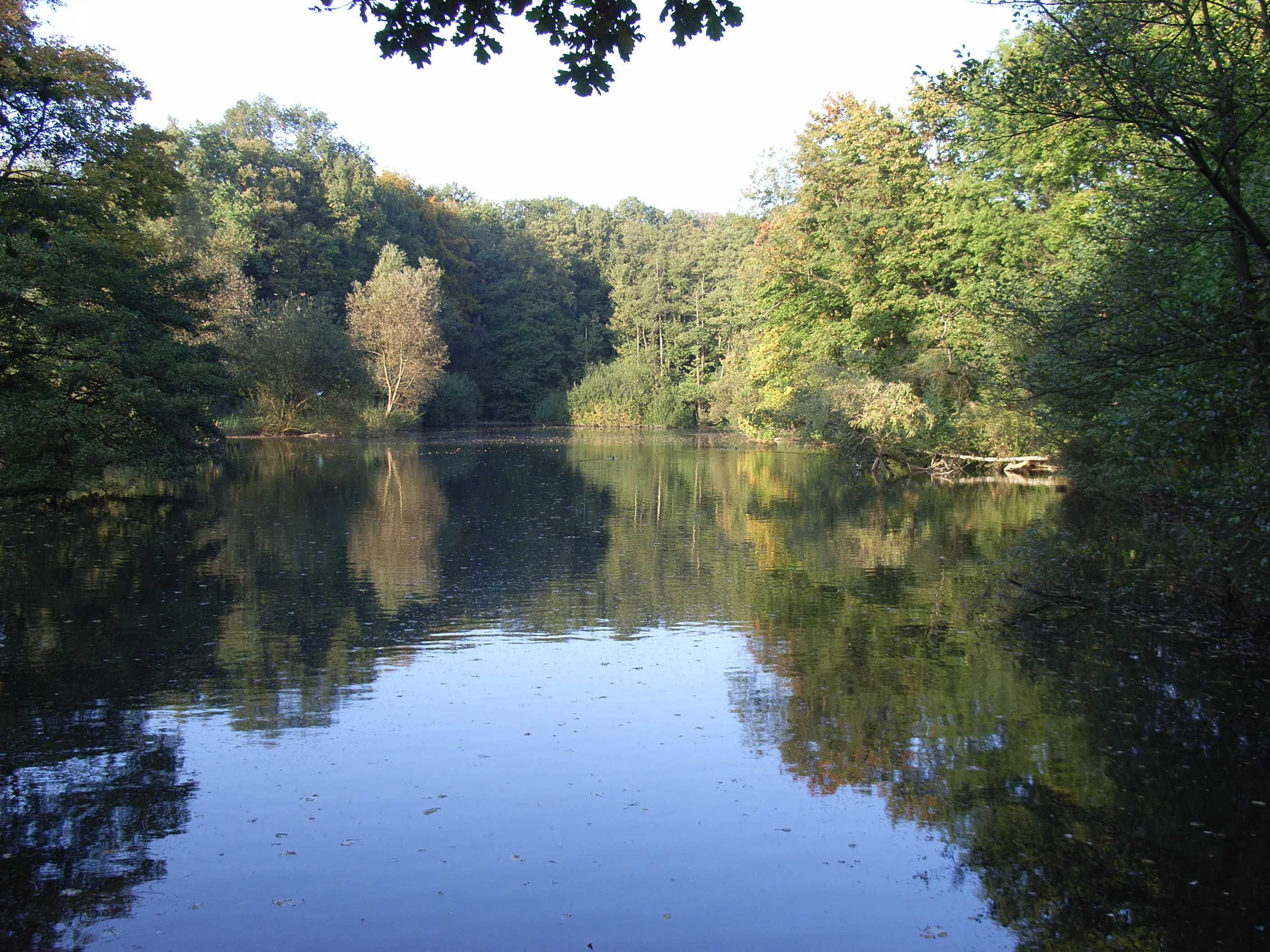
Lutterkolk in Bielefeld

Die Lutter ist ein 25,0 km langer, orografisch rechter Nebenfluss der Ems in Nordrhein-Westfalen, Deutschland.

## Geographie und Geschichte
Sie entspringt im Bielefelder Stadtteil Quelle auf einer Höhe von 127 m ü. NN und fließt in südwestlicher Richtung zunächst durch Bielefeld-Ummeln, dann durch den Gütersloher Ortsteil Isselhorst, wo sie im Ortskern den Reiherbach aufnimmt. Etwa einen Kilometer von Isselhorst entfernt befindet sich auf Niehorster Gebiet die 1967 in Betrieb genommene Kläranlage „Obere Lutter“. In ihrem weiteren Verlauf streift die Lutter den Nordrand des Gütersloher Ortsteils Blankenhagen und fließt auf dem Gebiet der Stadt Harsewinkel durch das Naturschutzgebiet Hühnermoor und den Ortsteil Marienfeld, in dessen Zentrum der Fluss die Teutoburger Wald-Eisenbahn kreuzt. Der Fluss unterquert die Bundesstraße 513 und mündet auf 59 m ü. NN bei den Boombergen südlich von Harsewinkel in die Ems.
Auf ihrem 25 km langen Weg hat die Lutter einen Höhenunterschied von 68 m, was einem mittleren Sohlgefälle von 2,4 ‰ entspricht. Dabei entwässert sie ein Gebiet von 137,135 km².
Zwischen Isselhorst und Harsewinkel begleiten mehrere lokale Wander- und Radwanderwege, wie z. B. der Fuhrmannsweg, den Flusslauf. Außerdem führen im Abschnitt zwischen Blankenhagen und Marienfeld ein kurzes Stück der Europaradwanderweg R1 und der Radfernweg R45 an der Lutter entlang.
In unmittelbarer Nähe zur Quelle der Gütersloher Lutter entspringt die in östliche Richtung durch die Bielefelder Innenstadt fließende Bielefelder Lutter. Die Bielefelder Lutter ist jedoch nicht natürlichen Ursprungs, sondern wurde im Jahr 1452 – sehr zum Ärger der Mönche des Klosters Marienfeld, die um ihre Wasserversorgung fürchteten – von der Gütersloher Lutter kurz hinter der Quelle (dem Lutterkolk) abgegraben und teilweise nach Nordosten umgeleitet. Das Wasser wurde dem Wassergraben zwischen der Bielefelder Alt- und Neustadt zugeführt, wozu die eigentlich durch Bielefeld fließenden Bohnenbach und Fußbach nicht ausreichten.

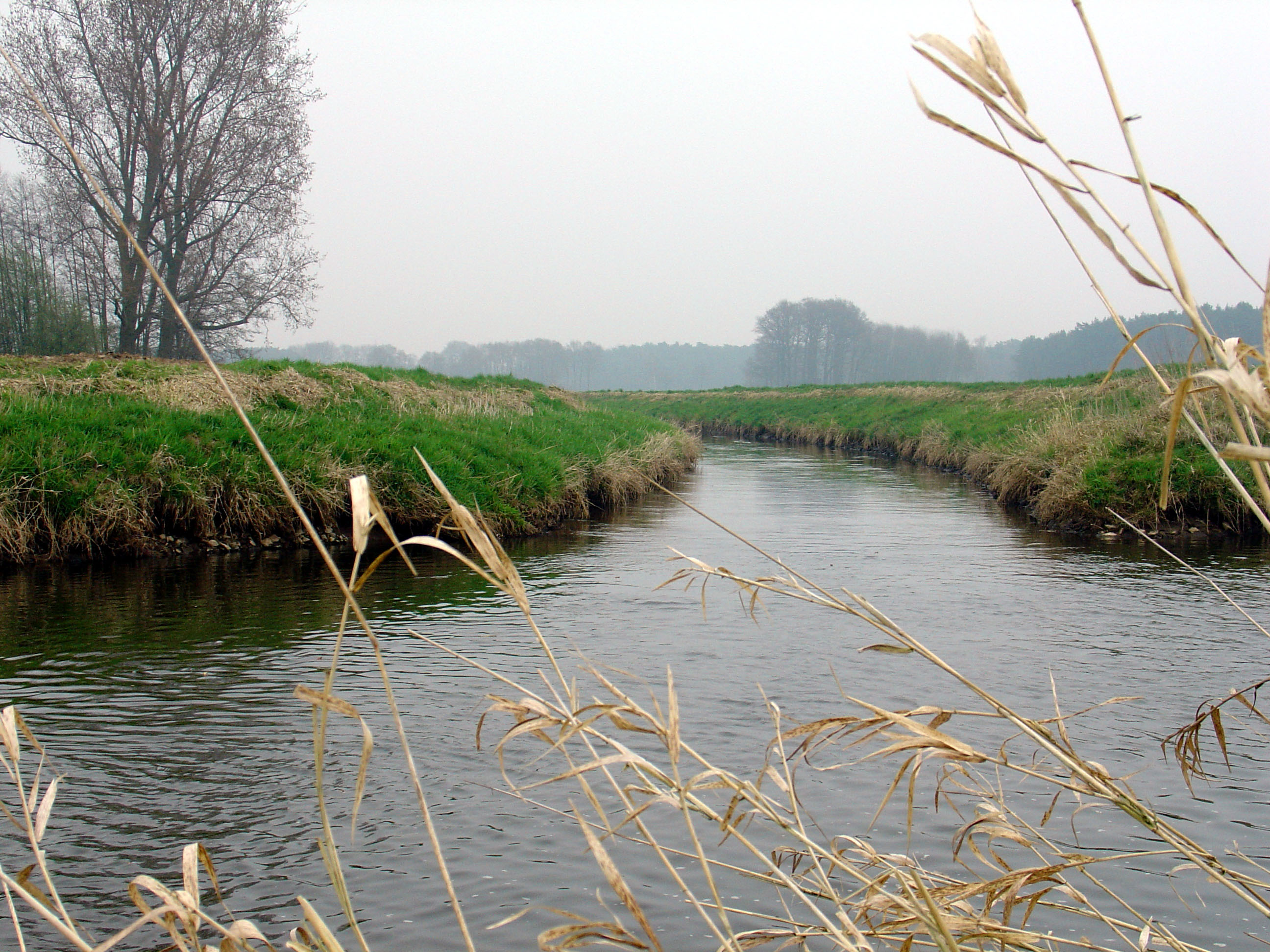
Mündung der Lutter in die Ems südlich von Harsewinkel

## Name
Zur besseren Unterscheidung spricht man bei der Gütersloher Lutter auch von der „Ems-Lutter“, da ihr Wasser der Ems zufließt, und bei der Bielefelder Lutter von der „Weser-Lutter“, da sie über die Westfälische Aa in die Weser entwässert.
Die Bezeichnung Lutter ist eine Abwandlung von „lauter“ und stammt aus dem Mittelhochdeutschen, wo es für lauter, hell, rein, sauber steht. Das dürfte hier bei Benennung des Gewässers wegen seines reinen Quellwassers eine Rolle gespielt haben. Lutter wie Lauter  sind häufige Fluss- oder Bachnamem, kommen aber auch in Ortsnamen vor, wie Lutterbeck, Lutter am Barenberge oder Kaiserslautern. Das gleichbedeutende „lauter“ gibt es heute noch als Ausdruck, z. B. ein „lauterer Charakter“.